# 夢京橋キャッスルロード

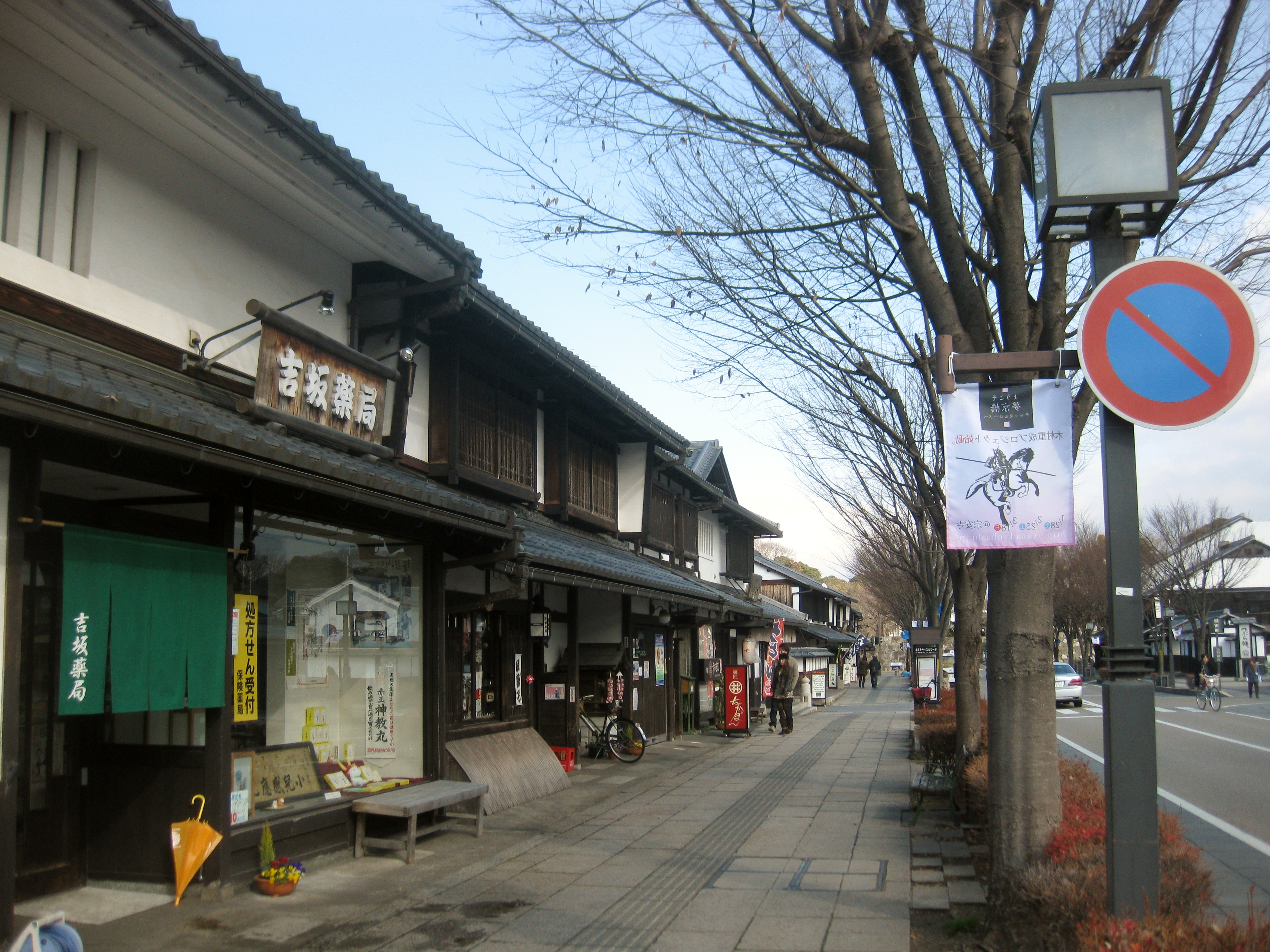
夢京橋キャッスルロード

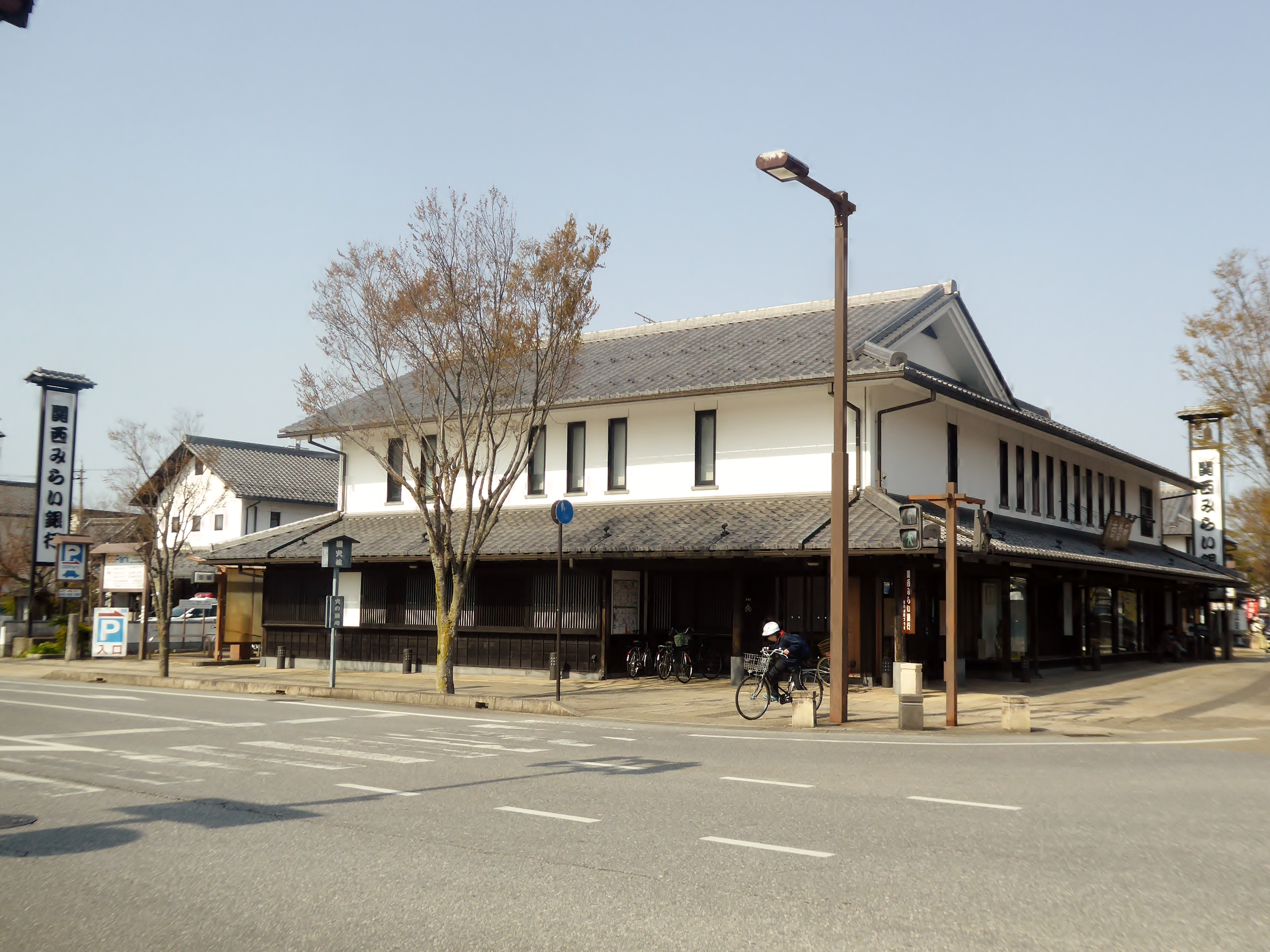
関西みらい銀行彦根支店

夢京橋キャッスルロード（ゆめきょうばしキャッスルロード）は、滋賀県彦根市本町にある商業施設。キャッチコピーは街角ルネッサンス〜オールド・ニュータウン。正式名称は夢京橋商店街（ゆめきょうばししょうてんがい）。隣接する四番町スクエアとともに彦根市の商店街では観光客をターゲットとしている数少ない商店街である。

## 概要
彦根城が築城された1603年（慶長8年）、当所に町（当時の町名は桶屋町・職人町・八百屋町など、現在の本町）が作られたのが起源であり、彦根城の大手通であった。最寄品中心の近隣型商店街として中心性を持っていたが、官庁機能の駅前大通りへの移転や、病院の転出によって中心性が失われた。1985年（昭和60年）に彦根市の街角整備事業の一環として都市計画道路が南北を縦断する形で整備されることが決定されると、併せて再開発が進められた。住民によって組織された「本町まちなみ委員会」によって「OLD・NEW・TOWN“ 古いよさを生かした新しい活気みなぎる町”」をコンセプトに事業が検討され、彦根城の石垣や堀などの歴史的景観の近くに位置することから、行政の支援の下、江戸期の建物・風情を再現した町並みにすることが計画された。1999年（平成11年）に地区を走る県道2号の拡幅とともに完成した。名称は市民公募によって夢京橋キャッスルロードと決定された。歩道には彦根かるたをあしらったレリーフが施されている。隣接地に「大正ロマン」をコンセプトにした四番町スクエアがある。
再開発によって、商業店舗が7店舗増加し、38店舗となった。彦根城観光(1998年：年間45万人)からまちなかへの人の流れを誘導する役割(1998年：集客数20万人)を果たしている。飲食店では近江牛を使用したメニューや、物産店では彦根の工芸品や物産を扱っていることが確認できる。

## 周辺
- 彦根城
- 宗安寺（通称 赤門寺）：朝鮮通信使の宿泊所となった。
- 俳遊館
- 夢京橋あかり館
- 招福本舗
- 関西みらい銀行彦根支店（旧・びわこ銀行→関西アーバン銀行。周辺の江戸時代風の町並に合わせて両替商風の建物になっている。）
- 滋賀県立彦根東高等学校
- 滋賀大学経済学部